# Happy Star
『Happy Star』（ハッピースター）は、HOUND DOGが2000年にリリースした18枚目のオリジナル・アルバム。
豪華特典（ビデオカセット、ペンケース、消しゴム等）同梱スペシャル限定BOXも発売された。

## 収録曲
全作曲：八島順一・全編曲：石川鉄男　
1. I'm Happy　[4:08]
  - 作詞：大友康平
2. Like a Rolling Stones'　[4:01]
  - 作詞：大友康平、松井五郎
3. 今日も電車で　[5:09]
  - 作詞：大友康平、松井五郎
4. HARBOR LIGHTS　[5:35]
  - 作詞：大友康平、松井五郎
5. どーゆーこと?　[4:12]
  - 作詞：松井五郎
6. Funky Lips　[5:33]
  - 作詞：大友康平
7. Don't Wanna Say Good-Bye　[6:05]
  - 作詞：大友康平、松井五郎
8. LOVE CHILD　[5:12]
  - 作詞：大友康平、松井五郎
9. DO IT(Album version～without DPS)　[4:47]
  - 作詞：大友康平
10. 虹を見たかい　[5:49]
  - 作詞：大友康平、松井五郎
11. STRONG LOVE　[6:25]
  - 作詞：大友康平、松井五郎

## ミュージシャン

### HOUND DOG
- 大友康平：リードボーカル
- 八島順一：ギター
- 西山毅：ギター
- 蓑輪単志：キーボード
- 鮫島秀樹：ベース
- 橋本章司：ドラム

### アディショナル・ミュージシャン
- 阿部剛：サックス
- 坪倉唯子：バッキング・ボーカル